# ノン・フィクション (Ne-Yoのアルバム)
『ノン・フィクション』（原題:Non-Fiction）は、アメリカのシンガーソングライターNe-Yoの6枚目のオリジナルアルバムである。2015年1月27日にリリースされた。

## 概要
最初の週に59,000枚を売り上げ、US Billboard 200で5位を獲得した。
NE-YOが、ストーリーテラーとして数々の実体験を基に楽曲を作り上げたものとなっており、NE-YO自身が体験したパーソナルな体験だけでなく、ファンからTwitterやインスタグラムなどのSNSを通じて募ったストーリーをもとに作られた楽曲が収録されている。
本作からのシングルは、ジージーをフィーチャーした「マネー・キャント・バイ」、ジューシー・Jをフィーチャーした「シー・ノウズ」（US Billboard Hot 100で19位を記録）、ピットブルとの共演となった「タイム・オブ・アワ・ライヴス」（US Billboard Hot 100で9位を記録）等計４曲がある。

## シングル
1st「マネー・キャント・バイ」2014年5月29日 / US Hot R&B/Hip-Hop Songs (Billboard) 最高41位 
2nd「シー・ノウズ」2014年9月16日 / US Billboard Hot 100 最高19位 
3rd「タイム・オブ・アワ・ライヴス」2014年11月17日 / US Billboard Hot 100 最高9位
4th「カミング・ウィズ・ユー」2015年2月6日 / UK Singles (Official Charts Company) 最高14位

## 収録曲[3]
01.ノン・フィクション （イントロ）／Non Fiction (Intro)
02.エヴリバディ・ラヴズ ～ザ・デフ・オブ・ユー （インタールード）／Everybody Loves|The Def of You (Interlude)
03.ラン feat. スクールボーイ・Q～アン・アイランド （インタールード）／Run f/ SchoolboyQ | An Island (Interlude)
04.インテグリティ feat. チャリシー・ミルズ／Integrity f/ Charisse Mills
05.ワン・モア feat. T.I.／One More f/ T.I.
06.タイム・オブ・アワ・ライヴス with ピットブル／Time Of Our Lives w/Pitbull
07.フーズ・テイキング・ユー・ホーム feat. デヴィッド・ゲッタ／Who's Taking You Home f/David Guetta
08.カミング・ウィズ・ユー／Coming With You
09.レット・ユー・ホワット・・・(インタールード)／Let You What...(Interlude)
10.テイク・ユー・ゼア／Take You There
11.グッド・モーニング～ゴン・ライド （インタールード）／Good Morning | Gon' Ride (Interlude)
12.メイク・イット・イージー／Make It Easy
13.マネー・キャント・バイ feat. ジージー／Money Can't Buy f/ Jeezy
14.レリジャス～ラチェット・ウィズ・ユア・フレンズ （インタールード）／Religious | Ratchet Wit Yo Friends (Interlude)
15.シー・ノウズ feat. ジューシー・J／She Knows f/ Juicy J
16.シー・セッド・アイム・フッド・ゾウ feat. キャンディス／She Said I'm Hood Tho f/ Candice
17.ストーリー・タイム／Story Time
18.ホワイ／Why
19.コングラチュレーションズ／Congratulations
20.ワース・イット／Worth It　ボーナストラック
21.ボディ・オン・ユー／Body On You　ボーナストラック
22.バレリーナ／Ballerina　ボーナストラック